# Autoread.fun — український вебсайт, присвячений обговоренню та обміну інформацією про автомобільну, мототехніку та аграрну техніку.

## Українські вебсайти для обговорення техніки
Autoread — український вебсайт, присвячений обговоренню та обміну інформацією про техніку, зокрема автомобільну, мототехніку та сільськогосподарські машини. Платформа поєднує функції онлайн-форуму та чатів для обміну знаннями й досвідом серед користувачів.

### Історія та мета
Сайт був запущений у 2025 році. Основна мета — створити онлайн-простір для обговорення технічних аспектів транспорту та аграрної техніки, надання користувачам можливості обмінюватися порадами, інструкціями та досвідом.

### Функціональні можливості
- Форумні обговорення: користувачі можуть створювати теми та відповідати на них.
- Категорії за напрямками: теми організовані за категоріями для зручного пошуку інформації.
- Профілі користувачів: реєстрація дозволяє налаштовувати профіль, зберігати улюблені теми та отримувати сповіщення.
- Модерація та правила: адміністрація слідкує за дотриманням правил поведінки на сайті.

### Технічні аспекти
Сайт реалізовано на основі PHP і MySQL, що забезпечує стабільну роботу форуму. Для обміну повідомленнями у реальному часі використовуються WebSocket-технології. Впроваджено заходи захисту від CSRF-атак та інших загроз безпеці.

### Безпека та конфіденційність
Використовується шифрування SSL/TLS для захисту даних користувачів. Контент зберігається у безпечних директоріях із обмеженим доступом.